# 허수봉
허수봉(1998년 4월 7일 울산 ~ )은 대한민국의 배구 선수이자 천안 현대캐피탈 스카이 워커스의 레프트이다.
.
.

## 선수 경력
대한민국 프로배구 역사상 최초로 고졸선수로 1라운드 3순위로 수원 한국전력 빅스톰에 지명되었으나, 지명권 트레이드로 인천 대한항공 점보스에 지명되었다. 하지만 얼마뒤에 천안 현대캐피탈 스카이워커스로 트레이드 되었다.

## 출신학교
- 언양초등학교
- 경북대학교 사범대학 부설중학교
- 경북대학교 사범대학 부설고등학교